# Roszczenia Alabamy

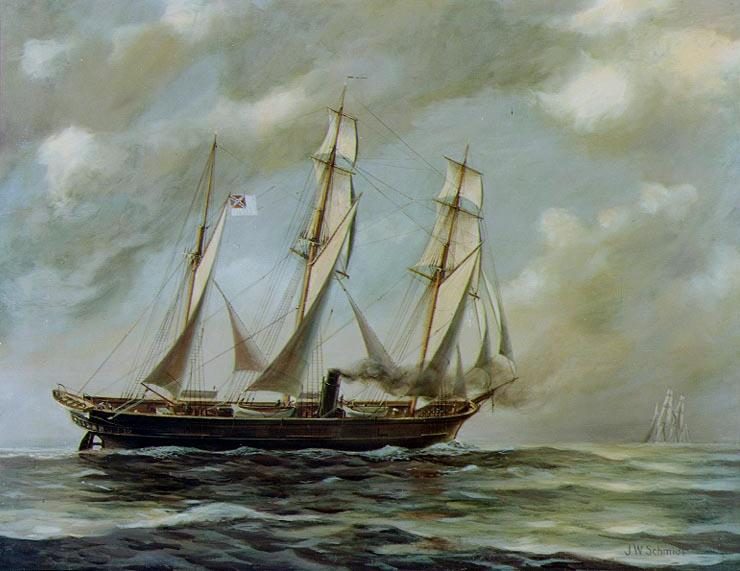
CSS Alabama

Roszczenia Alabamy (ang. Alabama Claims, dokładniej roszczenia związane z działaniami okrętu „Alabama”) – zespół żądań wysuniętych przez władze amerykańskie wobec Wielkiej Brytanii w związku z bezpośrednimi i pośrednimi szkodami, jakie Stany Zjednoczone odniosły z powodu wrogiej działalności konfederackich okrętów CSS „Alabama”, „Georgia”, „Florida” i „Shenandoah”.
Okręty te zostały zbudowane i wyposażone w brytyjskich stoczniach z wydatną oficjalną pomocą. Nieoficjalnie także władze brytyjskie wspierały działania tych okrętów. Okręty te, nazywane krążownikami konfederackimi, prowadziły działania rajderskie – niszczenie lub zdobywanie statków handlowych, pochodzących ze stanów północy. Według roszczeń, odniesiono bezpośrednie straty w postaci zatopionych statków (ponad 150 jednostek) i utracie ładunku, jak i pośrednie w wyniku szkód, jakie poniosła gospodarka amerykańska.
Oba kraje nie zdołały osiągnąć porozumienia, lecz w traktacie waszyngtońskim zawartym pomiędzy krajami w 1871 zgodzono się na poddanie sporu pod arbitraż międzynarodowy, co było sprawą bez precedensu. Komisja arbitrażowa, w której skład weszli Charles Francis Adams jako przedstawiciel USA, Alexander J.E. Cockburn reprezentujący Wielką Brytanię i trzech przedstawicieli krajów neutralnych (o ich wyznaczenie poproszeni zostali król Włoch Wiktor Emanuel II, cesarz Brazylii Piotr II oraz prezydent Szwajcarii Karl Schenk), zebrała się w Genewie, odbywając w tamtejszym ratuszu kilka sesji w latach 1871–1872. Przewodniczącym wybrany został przedstawiciel Włoch, hrabia Frederick Sclopis. Komisja odrzuciła amerykańskie roszczenia dotyczące skutków pośrednich, lecz przychyliła się do amerykańskich żądań, by Wielka Brytania zapłaciła odszkodowania za straty bezpośrednie, które zostały oszacowane na 15,5 milionów dolarów. Werdykt został zaakceptowany przez obie strony sporu.